# Simulium vershininae
Simulium vershininae es una especie de insecto del género Simulium, familia Simuliidae, orden Diptera.

## Distribución
Se distribuye por Rusia.

## Taxonomía
Fue descrita científicamente por Yankovsky, 1979.